# Chen Jiakang
Chen Jiakang (chiń. 陈家康, pinyin Chén Jiākāng, ur. 1913, zm. 7 lipca 1970) – chiński polityk komunistyczny i dyplomata.

## Historia
Pochodził z powiatu Guangji w prowincji Hubei. Od 1935 członek Komunistycznej Partii Chin. W czasie wojny chińsko-japońskiej (1937–1945) był sekretarzem Zhou Enlaia i odpowiadał za kontakty z zagranicznymi dziennikarzami.
Po utworzeniu Chińskiej Republiki Ludowej w 1949 został pracownikiem Ministerstwa Spraw Zagranicznych. W 1955 wchodził w skład chińskiej delegacji na konferencji w Bandungu. Od lipca 1956 do grudnia 1965 pełnił funkcję ambasadora ChRL w Egipcie, w latach 1958-1963 z jednoczesną akredytacją jako ambasador w Jemenie. W latach 1966–1970 pełnił urząd wiceministra spraw zagranicznych. Po rozpoczęciu w 1967 rewolucji kulturalnej nie wykonywał swoich obowiązków, oskarżono go bowiem o działalność kontrrewolucyjną i poddano szykanom, które ostatecznie doprowadziły do śmiertelnego ataku serca. 28 czerwca 1980 został pośmiertnie zrehabilitowany.